# KB-29 (航空機)
KB-29
- 用途：空中給油機
- 製造者：ボーイング社
- 運用者： アメリカ合衆国（アメリカ空軍）
- 生産数：KB-29M:92機、KB-29MR:74機、KB-29P:116機 合計:282機
- 運用開始：1948年
- 運用状況：退役

KB-29はアメリカ空軍が運用していた空中給油機。B-29戦略爆撃機の派生型である。

## 概要
第二次世界大戦後に余剰となっていたB-29を改装したものである。1940年代後半は冷戦の兆しが見られ、アメリカ空軍は超長距離爆撃の方法を模索していた。空中給油技術の実用化見通しが立ってきたこともあり、余剰のB-29を空中給油機に改装し、これを用いて爆撃機の航続距離延長を図ることとした。KB-29は1948年より配備が開始され、戦略航空軍団の爆撃機の支援を行った。
KB-29の最初の型はKB-29M（給油側）であり、空中給油が可能なように改装されたB-29MR（受油側）と組になるものであった。B-29MRは尾部銃座を廃止し、尾部右舷に空中給油受油設備を設けている。前部爆弾倉に核爆弾を搭載し、後部爆弾倉は燃料タンクとなっていた。KB-29Mはループホース式の空中給油を行うものとして開発された。
空中給油の手順は、KB-29MがB-29MRの左上方に占位することから開始される。KB-29Mは錘の付いたワイヤーを下に垂らし、B-29MRは尾部右舷よりワイヤーを後方へ流す。KB-29Mが左方向へ動くことによりワイヤーが交差・組み合わされる。組み合わされたワイヤーを引き寄せ、それによりKB-29Mより繰り出されたホースをB-29MRのタンクに接続することにより給油が開始される。
この方法により、KB-29は、1949年に世界一周飛行を行ったB-50ラッキー・レディ2号の支援も行った。ただし、実用性は高いものではなく、後により実用的なプローブアンドドローグ方式が開発されると、KB-29Mもその方式に改装された。
そのほか、主翼の両端と尾部の計3箇所にホースアンドドローグを設けた3点給油実験機のYKB-29Tが1機試作され、フライングブーム方式のYKB-29Jも試作された。フライングブーム方式を採用したKB-29Pが開発されている。

## 各型
KB-29M
当初名称KB-29K。ループホース/プローブアンドドローグ式採用。92機改装。受油機であるB-29MR（当初名称B-29L）も74機改装されている。
KB-29P
フライングブーム方式採用。116機改装。
YKB-29T
給油ホースを三ヶ所に装備。1機改装。
YKB-29J
フライングブーム方式試作機。2機改装。